# 成公綏
成公綏（せいこう すい、231年 - 273年）は、中国の晋代の文人・官僚。字は子安。本貫は東郡白馬県。

## 経歴
経書や春秋三伝を広く渉猟し、若くして詞賦の才能を見せた。「天地賦」を作って、張華に文才を見出され、太常に推薦され、博士として召し出された。秘書郎を経て、秘書丞となり、中書郎に転じた。ことあるごとに武帝に命じられて、張華とともに詩賦を作り、また賈充らとともに法律の制定に参与した。273年（泰始9年）、死去した。享年は43。作品に「楽歌王公上寿酒歌」「中宮詩二首」「仙詩」があった。

## 伝記資料
- 『晋書』巻92 列伝第62